# Джон Керрадайн
Джон Керрадайн (англ. John Carradine; 5 лютого 1906 — 27 листопада 1988) — американський актор.

## Біографія
Джон Керрадайн народився 5 лютого 1906 року у місті Нью-Йорк, США. Батько Вільям Рід Керрадайн репортер, мати Женев'єв Вініфред, хірургиня. Джон закінчив християнську школу в Кінгстоні, а пізніше художню школу, де вивчав скульптуру. Дебютував в театрі Нового Орлеана у 1925 році. Приїхавши в Лос-Анджелес у 1927 році влаштувався працював у місцевому театрі оформлювачем сцени до режисера Сесіль де Мілля, який замість цього дав Джону озвучити кілька фільмів. Перша роль на екрані була у фільмі «Tol'able David» (1930) під псевдонімом Пітер Річмонд.
Джона був одружений чотири рази. Вперше з Арданелл МакКул (1935—1944), яка стала матір'ю його синів Брюса і Девіда. Після розлучення у тому ж році Джон одружився з акторкою Сонею Сорел (1944—1957). Шлюб закінчився розлученням в 1957 році, народилося троє дітей — Крістофер, Кіт і Роберт. Також був одружений з Доріс Річ (1957—1964) та Емілі Ціснерос (1975—1988).
Помер Джон Керрадайн 27 листопада 1988 року в Мілані.

## Вибіркова фільмографія
| Рік  |    | Українська назва                       | Оригінальна назва                  | Роль                                     |
| ---- | -- | -------------------------------------- | ---------------------------------- | ---------------------------------------- |
| 1932 | ф  | Хресне знамення                        | The Sign of the Cross              | християнський мученик / гладіатор        |
| 1933 | ф  | Історія Темпл Дрейк                    | The Story of Temple Drake          | спостерігач у залі суду                  |
| 1933 | ф  | Людина-невидимка                       | The Invisible Man                  | сільський житель                         |
| 1935 | ф  | Клів з Індії                           | Clive of India                     | п'яний клерк                             |
| 1935 | ф  | Кардинал Рішельє                       | Cardinal Richelieu                 | агітатор                                 |
| 1936 | ф  | В'язень острова акул                   | The Prisoner of Shark Island       | сержант Ранкін                           |
| 1936 | ф  | Послання до Гарсії                     | A Message to Garcia                | Президент Вільям Маккінлі                |
| 1936 | ф  | Під двома прапорами                    | Under Two Flags                    | Кафард                                   |
| 1936 | ф  | Біле Ікло                              | White Fang                         | Красунчик Сміт                           |
| 1937 | ф  | Зухвалі капітани                       | Captains Courageous                | Довготелесий Джек                        |
| 1938 | ф  | Регтайм бенд Олександра                | Alexander's Ragtime Band           | водій таксі                              |
| 1939 | ф  | Джессі Джеймс. Герой поза часом        | Jesse James                        | Боб Форд                                 |
| 1939 | ф  | Останнє попередження містера Мото      | Mr. Moto's Last Warning            | Денфорт / Річард Берк                    |
| 1939 | ф  | Диліжанс                               | Stagecoach                         | Гетфілд                                  |
| 1940 | ф  | Брігхем Янг                            | Brigham Young                      | Портер Рокуелл                           |
| 1942 | ф  | Знову разом у Парижі                   | Reunion in France                  | Ульріх Вільдлер                          |
| 1944 | ф  | Джентльмен узбережжя Барбарі           | Barbary Coast Gent                 | Дюк Кліт                                 |
| 1954 | ф  | Джонні Гітара                          | Johnny Guitar                      | Старий Том                               |
| 1955 | с  | Димок зі ствола                        | Gunsmoke                           | Ефраїм Хант (Епізод "Reed Survives")     |
| 1956 | ф  | Десять заповідей                       | The Ten Commandments               | Аарон                                    |
| 1959 | ф  | Космічне вторгнення до Лапландії       | Space Invasion of Lapland          | оповідач                                 |
| 1959 | с  | Димок зі ствола                        | Target                             | Кадер (Епізод "Target")                  |
| 1960 | с  | Сутінкова зона                         | The Twilight Zone                  | Джером (Епізод "The Howling Man")        |
| 1962 | ф  | Людина, яка застрелила Ліберті Веленса | The Man Who Shot Liberty Valance   | майор Кассіус Старбакл                   |
| 1969 | с  | Велика долина                          | The Big Valley                     | Еліас Браун (Епізод "Town of No Exit")   |
| 1972 | ф  | Берта на прізвисько Товарний вагон     | Boxcar Bertha                      | Сарторіс                                 |
| 1976 | ф  | Останній магнат                        | The Last Tycoon                    | гід                                      |
| 1976 | ф  | Найвлучніший                           | The Shootist                       | трунар                                   |
| 1977 | ф  | Аварія!                                | Crash!                             | доктор Велсі Едвардс                     |
| 1977 | ф  | Білий бізон                            | The White Buffalo                  | Емос Бріггс                              |
| 1978 | ф  |                                        | The Bees                           | Доктор Зігмунд Гаммел                    |
| 1979 | ф  |                                        | Nocturna: Granddaughter of Dracula | Граф Дракула                             |
| 1980 | ф  | Ті, що скачуть здалеку                 | The Long Riders                    | сцени видалені                           |
| 1981 | ф  | Виття                                  | Howling                            | Ерл Кентон                               |
| 1981 | ф  | Клуб монстрів                          | The Monster Club                   | Р.Четвінд-Хейс                           |
| 1981 | тф | Очікування «Голіафа»                   | Goliath Awaits                     | Рональд Бентлі                           |
| 1981 | ф  | Острів Франкенштейна                   | Frankenstein Island                | Доктор Франкенштайн                      |
| 1982 | мф | Таємниця щурів                         | The Secret of NIMH                 | сова (озвучення)                         |
| 1983 | ф  | Будинок довгих тіней                   | House of the Long Shadows          | Лорд Елай Грайсбен                       |
| 1984 | ф  | Крижані пірати                         | The Ice Pirates                    | Верховний Головнокомандувач              |
| 1985 | с  | Сутінкова зона                         | The Twilight Zone                  | професор Стоттель (Епізод "Все ще живі") |
| 1986 | ф  | Гробниця                               | The Tomb                           | містер Андохеб                           |
| 1986 | ф  | Монстр із шафи                         | Monster in the Closet              | Старий Джо Шемптер                       |
| 1986 | ф  | Пеггі Сью вийшла заміж                 | Peggy Sue Got Married              | Лео                                      |
| 1990 | ф  | Поховані живцем                        | Buried Alive                       | Джейкоб                                  |